# Liebe ist stärker
Liebe ist stärker (Originaltitel: Viaggio in Italia; deutscher Titel auch Reise in Italien) ist ein Ehedrama des italienischen Regisseurs Roberto Rossellini aus dem Jahre 1954.

## Handlung
Ein britisches Ehepaar Katherine und Axel Joyce ist in Italien unterwegs, um die von Onkel Homer geerbte Luxusvilla bei Neapel zu besichtigen und zu verkaufen. Das Paar hat keine Kinder. Alex hatte sich ein Kind gewünscht, während Katherine nie Kinder haben wollte. Sie fahren gelangweilt über die Landstraße, die Fahrt geht nur langsam voran und gerät durch wandernde Kuh- und Schafherden, undisziplinierte Autofahrer und sorgloses Herumlaufen von Leuten auf der Fahrbahn immer wieder ins Stocken. Axel reagiert gereizt. Es ist kalt in Italien, man trägt Pelz oder Wintermantel, und im Liegestuhl auf der Sonnenterrasse braucht man die Wolldecke. Kühl ist auch das Verhältnis zwischen den beiden, die Dialoge sind voll mit kaum verdeckten Spitzen gegen den anderen.
Am Abend gehen sie auf einen Drink an die Bar, sie treffen Bekannte aus England, und Axel vertreibt sich die Zeit mit Flirten. Am nächsten Tag spricht Katherine ihn darauf an, er aber reagiert gleichgültig und abweisend. Sie fahren zusammen mit dem Verwalter der Villa, einem Archäologen, zum Anwesen des verstorbenen Onkels. Sie besichtigen die Villa mit ihren Kostbarkeiten, genießen den Blick von der Terrasse auf den Vesuv und werden in den Gästezimmern der Villa übernachten. Nach dem Essen, beim Sonnenbad auf der Terrasse, erinnert sich Katherine an ein Gedicht von Charles, einem alten Freund, den sie vor Axel kannte und der vor zwei Jahren gestorben ist. Sie lobt seine Dichtkunst schwärmerisch, während Axel dem Gedicht nichts abgewinnen kann und mit Sarkasmus reagiert. Verärgert über ihren Ehemann fährt sie später alleine ins Museum. Im Museum betrachtet sie fasziniert griechische und römische Statuen. Die Bronzestatuen scheinen ihrerseits forschende Blicke auf sie zu richten und beunruhigen sie, ebenso wie der blinde Blick der Marmorstatuen.
Von einem Freund des Verstorbenen werden sie zu einer Feier eingeladen. Bald ist Katherine von charmant plaudernden Italienern umringt, um Axel sammeln sich junge Frauen, und beide beobachten einander misstrauisch. Zurück in der Wohnung, kommt der Beziehungskonflikt an die Oberfläche. Man schiebt sich gegenseitig die Schuld zu, Axel lästert über Katherines „romantische Versponnenheit“, während sie seine beißende Ironie verurteilt, von der sie sich verletzt fühlt. Axel verlässt früh am Morgen Neapel, fährt nach Capri und hinterlässt nur einen Zettel am Frühstückstisch. Daraufhin fährt Katherine mit dem Wagen nach Cumae. Unterwegs fällt ihr Blick immer wieder auf Schwangere oder Frauen, die Kinderwagen schieben. Ein geschwätziger alter Mann führt sie herum. In dem kargen Gemäuer, wo das Echo aus allen Ecken zu kommen scheint, fühlt sie sich unwohl. Unterdessen ist Axel in Capri zu Besuch bei Freunden. Als er abends eine junge Frau nach Hause begleitet, vertiefen sich die beiden in ein Gespräch und verabreden sich für den nächsten Tag.
Katherine fährt an dem Tag zum Vesuv. Sie besichtigt die Fumarolen in Pozzuoli und wartet dann in ihrem Zimmer auf Axel.
Zurück in Neapel verlässt Axel eine Hotelbar und lässt eine Prostituierte in sein Auto einsteigen. Sie erzählt, sie habe die Lust am Leben verloren. Ihr Kind sei gerade verstorben und heute beerdigt worden, und sie wisse nun nicht, wie sie weiterleben soll. Nachdem Axel sie irgendwo abgesetzt hat, kehrt er in die Villa zurück. Katherine hat im Bett auf ihn gewartet. Sie räumt ihre Patience-Karten weg und schaltet das Licht aus. Sie begrüßen sich kurz, ohne dass das Gespräch über Banales hinausgeht. Axel verlässt das Zimmer, kommt aber noch einmal zurück, nur um ihr zu sagen, dass er am nächsten Morgen pünktlich geweckt werden möchte. Am folgenden Tag fährt Katherine zusammen mit der Frau des Verwalters zum Cimitero delle Fontanelle, wo Gebeine aufgestapelt sind, und die Totenköpfe sie mit stumpfen Blicken anzustarren scheinen. Die Frau erzählt Katherine, dass sie und ihr Mann sich ein Kind wünschen.
Nach der Ankunft daheim entbrennt ein Streit zwischen dem Paar, weil Katherine ohne zu fragen Axels Wagen genommen hat. Der Streit eskaliert, Axel schlägt die Scheidung vor, und in diesem Augenblick platzt der Archäologe in das Gespräch, um sie zu einer sensationellen Ausgrabung in Pompeji mitzunehmen. Dort schauen sie zu, wie der Gipsausguss eines toten Paares nach und nach freigelegt wird. Katherine ist erschüttert, bricht in Tränen aus und möchte sofort den Ort verlassen. In dem Labyrinth der menschenleeren Ruinen Pompeiis versuchen sie, über ihre Beziehungskrise zu sprechen. Eine sarkastische Anspielung von Axel auf den Poeten und sein Gedicht ist schließlich der Auslöser dafür, dass Katherine in die Scheidung einwilligt.
Auf der Rückfahrt spricht Katherine darüber, dass auch sie beide ein Kind hätten haben können, was sie jetzt bedauert, er aber beruhigend findet. Mit dem Auto geraten sie in die San Gennaro-Prozession. Als sie nicht weiterkommen, steigen sie aus und werden in der Menschenmenge, die völlig außer Rand und Band geraten ist, da sich im Rücken der Madonna gerade ein „Wunder“ ereignet hat, voneinander getrennt. Katherine ruft Axel um Hilfe, und wie durch Zufall wird das Paar wieder zueinander getrieben. Sie umarmen sich und versichern sich gegenseitig, dass sie sich lieben.

## Produktion
Der Film sollte ursprünglich auf der Vorlage der Erzählung Duo von Colette gedreht werden. Rossellini hatte es aber versäumt, sich die Rechte zu sichern und sah sich gezwungen, unter Mitarbeit von Vitaliano Brancati die Story neu zu entwickeln. Colettes Plot bleibt im Prinzip zwar im Film erhalten, ihr Name wird im Abspann aber nicht genannt. Es gab für die Schauspieler kein festgeschriebenes Drehbuch, sie erhielten ihren Text oft erst am Tag vorher und sahen sich gezwungen, beim Dreh zu improvisieren. Rossellini selbst „wollte keine Proben“.

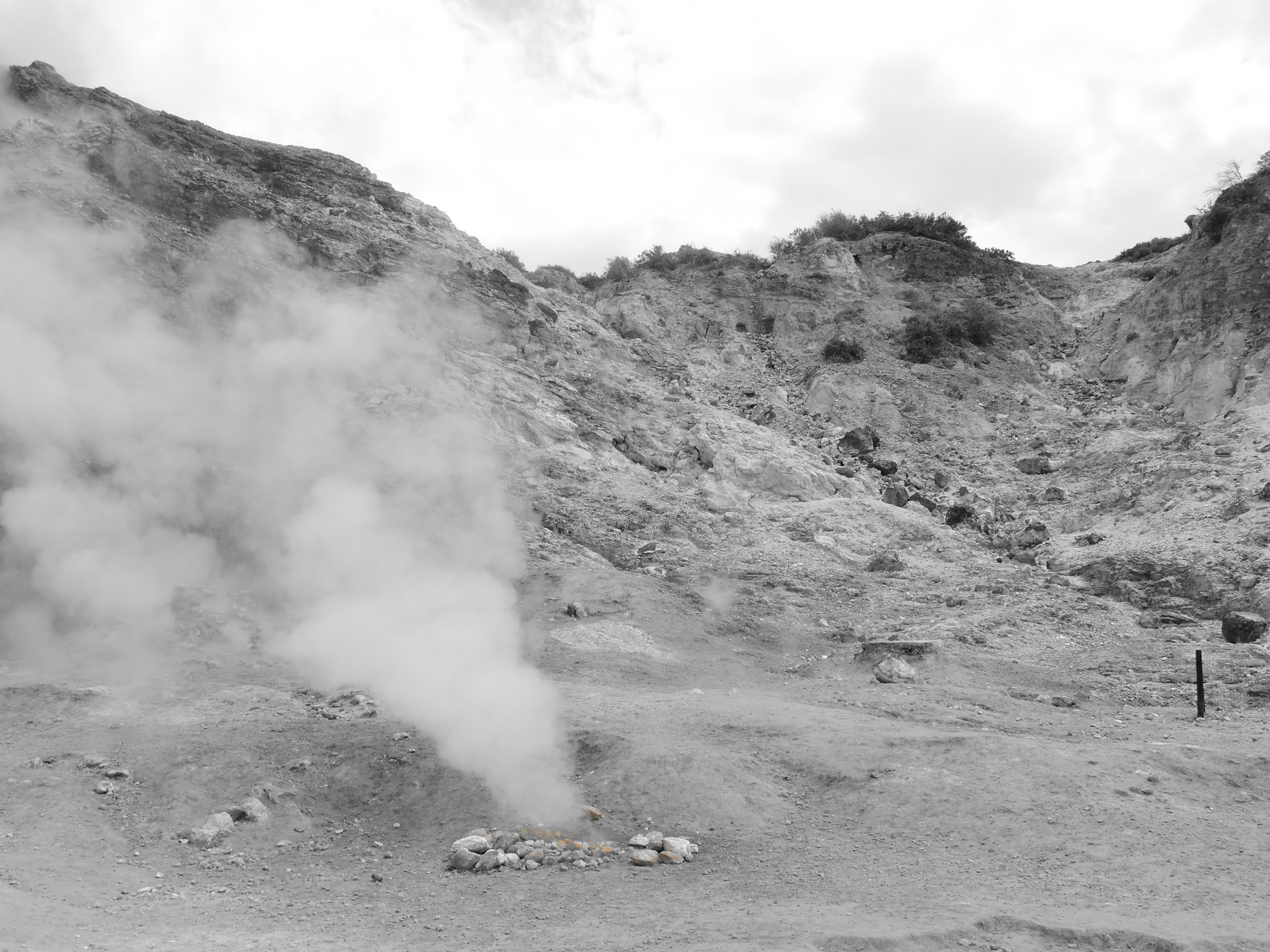
Fumarolen bei Pozzuoli

Gedreht wurde in Schwarzweiß im Format 35 mm.
Spielorte des Films waren neben den Titanus-Studios in Rom u. a. eine Villa bei Torre del Greco, Pompeii und Herculaneum, Cumae, die Fumarolen bei Pozzuoli sowie Capri und Neapel (Cimetiero Fontanelle). Ingrid Bergman trägt Kleider aus dem Haus Fernanda Gattinoni. Die neapolitanischen Volkslieder singt Giacomo Rondinella. Die Arrangements der Lieder stammen von Rossellinis Bruder Renzo Rossellini. Von dessen eigenen Kompositionen produzierte Foto Film Ricordi eine Schallplatte. Es spielt das Rome Symphony Orchestra unter seiner Leitung.
Die Sprache im Film ist Englisch, die italienische Version wurde nachsynchronisiert.

## Veröffentlichungen
Von dem Film gibt es eine Reihe unterschiedlich langer und unter abweichenden Titeln verbreitete Varianten.
Die erste Fassung des Films wurde am 7. September 1954 in Mailand uraufgeführt.
In Deutschland kam der Film am 9. November 1954 in einer gekürzten Fassung von 81 Minuten in die Kinos. Der Film wurde im April 1955 in Frankreich um 17 Minuten gekürzt als „L’amour est le plus fort“ gezeigt. Am radikalsten zusammengeschnitten auf 70 Minuten war die britische Version mit dem Titel „A Lonely Women“ (1954).
2012 publizierte Films sans frontières, Paris, eine DVD unter dem Titel „Viaggio in Italia = Voyage en Italie“ (97 Minuten).
2012 wurde eine restaurierte Fassung in englischer Sprache mit Unterstützung von Cinecittà Luce, Cineteca Bologna und dem Centro sprerimentale di cinematografia im Rahmen des Progetto Rossellini herausgebracht (Länge 1:26:08). Die von Koch Media 2012 innerhalb der Reihe „4 Filme von Roberto Rosselini“ herausgebrachte Version mit dem Titel Reise in Italien in deutscher Sprache und teilweise untertitelt ist auf 82 Minuten gekürzt.
Eine digitalisierte und restaurierte Fassung wurde in den USA im Frühjahr 2013 publiziert, von der The Criterion Collection, New York, ebenfalls eine DVD produzierte, die sie zusammen mit „Stromboli“ und „Europa ’51“ als Bergman-Trilogie vermarktete. An den Filmfestspielen in Cannes ist am 24. Mai 2019 eine weitere ergänzte Fassung, Länge 97 Minuten, die durch die Cineteca di Bologna in Zusammenarbeit mit dem Istituto Luce di Cinecittà und der Cineteca Nazionale restauriert wurde, gezeigt worden. Besondere Sorgfalt wurde bei der jüngsten Restaurierung auf Enzo Serafins Arbeit mit der Kamera sowie auf den reichen Soundtrack des Films gelegt, der bei den diversen vorherigen Bearbeitungen eher vernachlässigt wurde.

## Rezeption
Reise in Italien floppte an den Kinokassen und wurde vor allem von der italienischen Kritik abgelehnt. Marino Onorati, ein Kritiker von Film d'Oggi, empfahl Rossellini, den Beruf zu wechseln. Mitarbeiter der Cahiers du cinéma und Regisseure der Nouvelle Vague wie Jean-Luc Godard, Jacques Rivette, François Truffaut und Claude Chabrol erkannten jedoch, dass sich in diesem Film eine Trendwende ankündigte. In seinem Brief über Rossellini konstatierte Jacques Rivette, mit Reise in Italien seien alle Filme plötzlich um zehn Jahre gealtert.
2005 bezeichnet Dan Callahan von Slant Magazine den Film als ein „Schlüsselwerk der Filmgeschichte. Befremdlich, abstoßend, mit ihm begann das exquisite Unbehagen des Kunstkinos der 60er Jahre“.
Die restaurierte Fassung des Films von 2013 erreichte dann bei Rotten Tomatoes eine Spitzenquote von 96 % bei den ausgewerteten 24 Kritiken.
Luca Guadagnino nannte seinen Film A Bigger Splash „eine Hommage an Roberto Rossellinis Film Journey to Italy mit Ingrid Bergman. Bergman war eine wirkliche Diva und wir wollten Marianne als eine solche Diva.“
Der Titel von Martin Scorseses Dokumentarfilm Meine italienische Reise (Il mio viaggio in Italia) über das italienische Nachkriegskino ist eine Anspielung auf den Rossellini-Film.
In den endlosen Beziehungsgesprächen zwischen dem Paar in Richard Linklaters Film Before Midnight (2013) spielt die Protagonistin auf Rossellinis Film an. Viele Bezugnahmen auf den Film finden sich in dem Roman Glückliches Ende (2018) von Isaac Rosa.

## Sonstiges
In der deutschen Synchronfassung heißt George Sanders nicht Alex, sondern „Axel“. Synchronisiert wird er von Paul Klinger, Ingrid Bergman von Eleonore Noelle.
Viaggio in Italia war der dritte von insgesamt sieben Filmen, die Ingrid Bergman in der Zeit von 1950 bis 1954 ausschließlich mit Rossellini als Regisseur gedreht hat. Ab 1956 spielte sie wieder in Hollywood, 1958 wurde die Ehe mit Rossellini geschieden.
Während des Filmens drehte ein schwedisches Team unter Gert Engstömer am Set den kurzen Dokumentarfilm A Brief Encounter with the Rossellini Family. Beteiligt sind außer Ingrid Bergman, Rossellini und ihren Kindern der Schauspieler George Sanders. Erzähler ist der schwedische Filmkomponist Nils-Gustav Holmquist.

## Kritiken
2007 wurde der Film auf der Documenta gezeigt. Im Programmheft heißt es: „Ein geheimnisvolles Schlüsselwerk, für Roberto Rossellinis Schaffen ebenso wie für das europäische Kino: Der Neorealismus kippt in eine moderne Subjektivität, die Rossellinis kritische Bewunderer in Frankreich im Zuge der Nouvelle Vague ausbauen werden. Jacques Rivette sah nach diesem Film alle bisherigen Filme anders – sie seien jäh um ein Jahrzehnt gealtert. Viaggio in Italia erzählt von einem Neubeginn und ist selbst einer.“
„The film concludes with their love mysteriously renewed in the warm climate of Naples, which might not be believable unless you saw for yourself how convincing this seemingly unconvincing resolution really is“, schreibt Dennis Schwartz.
2013 schrieb der Kritiker der New York Times anlässlich der Aufführung des restaurierten Films in New York: „Das Verräterische der Zeit – das unwillkommene Eindringen der Vergangenheit, die leere Trägheit der Gegenwart und die erschreckende Ungewissheit der Zukunft – das ist eins von Rossellinis Themen, und ein Aspekt des Films – bei all seinen zauberhaften Blicken auf eine vergangene Ära –, der ihn so entnervend zeitgemäß macht“.
In der Kritik wird mehrfach auf die Nähe von Kiarostamis Film Die Liebesfälscher zu Reise in Italien aufmerksam gemacht. Kiarostami selbst hat den Film zweimal im Abstand von 20 Jahren gesehen und sagt in einem Interview mit SF Said, Rossellini habe großen Einfluss auf seinen eigenen Stil gehabt.
Das Lexikon des internationalen Films zieht folgendes Resümee: „Roberto Rossellini schuf das lakonische Protokoll einer Ehekrise, eingebettet in die skizzenhaft und flüchtig eingefangene italienische Alltagsrealität jener Jahre.“ Es erwähnt aber auch zeitgenössische Kritiker, denen dieser Film zu unpolitisch gewesen ist.